# Olympische Winterspiele 1968/Eisschnelllauf
Bei den X. Olympischen Winterspielen 1968 in Grenoble fanden acht Wettbewerbe im Eisschnelllauf statt. Austragungsort war der Anneau de vitesse im Parc Paul-Mistral. Die nicht überdachte Anlage hatte eine Kapazität von 2500 Zuschauern. Eine mitentscheidende Rolle spielten die äußeren Bedingungen: Der von den zahlreichen Industriebetrieben der Stadt ausgestoßene Ruß und Staub lagerte sich auf dem Eis ab, so dass jene Läufer, die kurz nach dem Wischen des Eises an den Start gehen konnten, einen Vorteil hatten.

## Bilanz

### Medaillenspiegel
| Platz | Land               | Gold | Silber | Bronze | Gesamt |
| ----- | ------------------ | ---- | ------ | ------ | ------ |
| 1     | Niederlande        | 3    | 3      | 3      | 9      |
| 2     | Norwegen           | 1    | 3      | –      | 4      |
| 3     | Finnland           | 1    | 1      | –      | 2      |
| 3     | Sowjetunion        | 1    | 1      | –      | 2      |
| 5     | Schweden           | 1    | –      | 1      | 2      |
| 6     | BR Deutschland     | 1    | –      | –      | 1      |
| 7     | Vereinigte Staaten | –    | 4      | 1      | 5      |

### Medaillengewinner
| Konkurrenz | Gold             | Silber                            | Bronze        |
| ---------- | ---------------- | --------------------------------- | ------------- |
| 500 m      | Erhard Keller    | Magne Thomassen Richard McDermott | –             |
| 1500 m     | Kees Verkerk     | Ard Schenk Ivar Eriksen           | –             |
| 5000 m     | Fred Anton Maier | Kees Verkerk                      | Peter Nottet  |
| 10.000 m   | Johnny Höglin    | Fred Anton Maier                  | Örjan Sandler |

| Konkurrenz | Gold              | Silber                              | Bronze           |
| ---------- | ----------------- | ----------------------------------- | ---------------- |
| 500 m      | Ljudmila Titowa   | Jenny Fish Dianne Holum Mary Meyers | –                |
| 1000 m     | Carolina Geijssen | Ljudmila Titowa                     | Dianne Holum     |
| 1500 m     | Kaija Mustonen    | Carolina Geijssen                   | Christina Kaiser |
| 3000 m     | Johanna Schut     | Kaija Mustonen                      | Christina Kaiser |

## Ergebnisse Männer

### 500 m
Olympiasieger 1964: Richard McDermott (USA).

| Platz | Land | Sportler           | Zeit (s) |
| ----- | ---- | ------------------ | -------- |
| 1     | FRG  | Erhard Keller      | 40,3     |
| 2     | NOR  | Magne Thomassen    | 40,5     |
| 2     | USA  | Richard McDermott  | 40,5     |
| 4     | URS  | Jewgeni Grischin   | 40,6     |
| 5     | NOR  | Arne Herjuaune     | 40,7     |
| 5     | USA  | Neil Blatchford    | 40,7     |
| 5     | USA  | John Wurster       | 40,7     |
| 8     | FIN  | Seppo Hänninen     | 40,8     |
| 8     | SWE  | Håkan Holmgren     | 40,8     |
| 8     | JPN  | Keiichi Suzuki     | 40,8     |
| 11    | FRG  | Herbert Höfl       | 41,0     |
|       |      |                    |          |
| 19    | FRG  | Gerhard Zimmermann | 41,5     |
| 26    | AUT  | Otmar Braunecker   | 42,1     |
| 31    | FRG  | Günter Traub       | 42,5     |
| 43    | SUI  | Ruedi Uster        | 43,6     |
| 44    | SUI  | Hansruedi Widmer   | 43,7     |

Datum: 14. Februar, 10:00 Uhr

48 Teilnehmer aus 17 Ländern, davon 46 in der Wertung.
Als erstem Deutschen gelang dem 23-jährigen Zahnmedizinstudenten Erhard Keller aus München der Olympiasieg im 500-m-Eisschnelllauf. Keller hielt mit 39,2 s den Weltrekord. Sein Lauf war mit argen Schwierigkeiten verbunden, denn in der Paarung mit Bob Boucher gab es gleich drei Fehlstarts, dann wurde der Kanadier vor dem Bahnwechsel auf Kellers Seite hinausgetragen und drohte zu stürzen. Es stellte sich heraus, dass auf der tiefliegenden und schweren Bahn überhaupt keine schnellen Zeiten möglich waren. Erst im letzten Heat lief McDermott, der Grischin noch aus den Medaillenrängen verdrängte. Keine Chance hatte auch der hocheingeschätzte Japaner Keiichi Suzuki. Die Österreicher hatten sich von Otmar Braunecker die Aufstellung eines neuen nationalen Rekordes erwartet. Er blieb aber über der erst vor wenigen Tagen hier in Grenoble erzielten Bestmarke von 41,9 s, obwohl er mit seinen 41,2 schneller als der holländische Klasseläufer Kees Verkerk (Rang 33 in 42,6) war.

### 1500 m
Olympiasieger 1964: Ants Antson (URS).

| Platz | Land | Sportler             | Zeit (min)  |
| ----- | ---- | -------------------- | ----------- |
| 1     | NED  | Kees Verkerk         | 2:03,4 (OR) |
| 2     | NED  | Ard Schenk           | 2:05,0      |
| 2     | NOR  | Ivar Eriksen         | 2:05,0      |
| 4     | NOR  | Magne Thomassen      | 2:05,1      |
| 5     | NOR  | Bjørn Tveter         | 2:05,2      |
| 5     | SWE  | Johnny Höglin        | 2:05,2      |
| 7     | NOR  | Svein-Erik Stiansen  | 2:05,5      |
| 8     | UrS  | Eduard Matussewitsch | 2:06,1      |
| 9     | NED  | Peter Nottet         | 2:06,3      |
| 10    | SWE  | Örjan Sandler        | 2:07,0      |
|       |      |                      |             |
| 15    | FRG  | Günter Traub         | 2:07,7      |
| 22    | FRG  | Jürgen Traub         | 2:10,2      |
| 39    | AUT  | Otmar Braunecker     | 2:14,4      |
| 40    | AUT  | Hermann Strutz       | 2:14,8      |
| 44    | AUT  | Erich Korbel         | 2:15,7      |
| 47    | SUI  | Hansruedi Widmer     | 2:16,1      |
| 48    | SUI  | Franz Krienbühl      | 2:16,3      |

Datum: 16. Februar, 09:00 Uhr

53 Teilnehmer aus 18 Ländern, alle in der Wertung.
Es gab zwar ungünstige äußere Verhältnisse, aber gutes Eis. Bereits nach sechs Paaren war der Bewerb entschieden. Verkerk war gegen den Österreicher Hermann Strutz gelaufen. Zwar waren noch einige starke Läufer am Start, die teilweise auch schnellere Zwischenzeiten aufwiesen, doch auf den letzten einhundert Metern Verkerk nicht gewachsen waren. Weltrekordhalter Magne Thomassen (2:02,5) versäumte die Bronzemedaille um eine Zehntelsekunde. Während der Holländer (trotz eines Verletzungshandicaps, als er im Sommer mit dem Rennrad gestürzt war) klar gewann, waren die anderen Läufer bis Rang 7 nur um eine halbe Sekunde getrennt.

Die Österreicher brachten die erwarteten Leistungen, wobei Otmar Braunecker das Handicap zu tragen hatte, als letzter Läufer des Feldes alleine laufen zu müssen, trotzdem wurde er noch bester seines Landes, was als Sensation angesehen wurde, denn Strutz war die eindeutige Nummer eins gewesen.

### 5000 m
Olympiasieger 1964: Knut Johannesen (NOR) (Karriere beendet).

| Platz | Land | Sportler             | Zeit (min)  |
| ----- | ---- | -------------------- | ----------- |
| 1     | NOR  | Fred Anton Maier     | 7:22,4 (WR) |
| 2     | NED  | Kees Verkerk         | 7:23,2      |
| 3     | NED  | Peter Nottet         | 7:25,5      |
| 4     | NOR  | Per Willy Guttormsen | 7:27,8      |
| 5     | SWE  | Johnny Höglin        | 7:32,7      |
| 6     | SWE  | Örjan Sandler        | 7:32,8      |
| 7     | SWE  | Jonny Nilsson        | 7:32,9      |
| 8     | NED  | Jan Bols             | 7:33,1      |
| 9     | FIN  | Kimmo Koskinen       | 7:35,9      |
| 10    | URS  | Waleri Lawruschkin   | 7:37,9      |
|       |      |                      |             |
| 13    | FRG  | Günter Traub         | 7:40,4      |
| 16    | AUT  | Hermann Strutz       | 7:53,3      |
| 20    | FRG  | Jürgen Traub         | 7:55,3      |
| 34    | SUI  | Franz Krienbühl      | 8:08,9      |
| 35    | SUI  | Ruedi Uster          | 8:12,2      |
| 37    | AUT  | Erich Korbel         | 8:20,8      |

Datum: 15. Februar, 09:00 Uhr

38 Teilnehmer aus 17 Ländern, alle in der Wertung.
Maier unterbot seinen eigenen Weltrekord über 5000 Meter um 3,8 Sekunden. Auch die beiden anderen Medaillengewinner blieben unter der alten Bestzeit. Außerdem schlugen sieben weitere Teilnehmer den 1964 aufgestellten olympischen Rekord des Norwegers Knut Johannesen.

Das Rennen war vorerst auf 14:30 Uhr anberaumt gewesen, wurde aber schon am Vormittag ausgetragen und fand bei günstigen äußeren Bedingungen statt. Vorerst waren schon in der Reihenfolge Verkerk und Nottet neuen Weltrekord gelaufen, Verkerks Zeit galt schon fast als unüberbietbar. Aber Maier, dessen Marschtabelle auf etwa 7:20 ausgerichtet war, kam zu einem Vorsprung von 3 s. Am Schluss konnte er nicht mehr die Vorgabe halten, 500 m vor dem Ziel lag er noch bei 1,3 s voran und er brachte noch ein Guthaben von 0,8 s ins Ziel. Von den beiden Österreichern nützte Strutz diesen Bewerb allerdings nur als scharfes Training für den 10.000-m-Lauf.

### 10.000 m
Olympiasieger 1964: Jonny Nilsson (SWE).

| Platz | Land | Sportler             | Zeit (min)   |
| ----- | ---- | -------------------- | ------------ |
| 1     | SWE  | Johnny Höglin        | 15:23,6 (OR) |
| 2     | NOR  | Fred Anton Maier     | 15:23,9      |
| 3     | SWE  | Örjan Sandler        | 15:31,8      |
| 4     | NOR  | Per Willy Guttormsen | 15:32,6      |
| 5     | NED  | Kees Verkerk         | 15:33,9      |
| 6     | SWE  | Jonny Nilsson        | 15:39,6      |
| 7     | NOR  | Magne Thomassen      | 15:44,9      |
| 8     | NED  | Peter Nottet         | 15:54,7      |
| 9     | URS  | Waleri Lawruschkin   | 15:54,8      |
| 10    | URS  | Stanislaw Seljanin   | 15:56,4      |
| 11    | FRG  | Günter Traub         | 16:01,3      |
|       |      |                      |              |
| 17    | AUT  | Hermann Strutz       | 16:24,9      |
| 18    | FRG  | Jürgen Traub         | 16:33,8      |

Datum: 17. Februar, 08:00 Uhr

28 Teilnehmer aus 13 Ländern, alle in der Wertung.
Höglins Sieg kam überraschend, er war bisher noch nie unter 16 Minuten gelaufen. Maiers Zeit hatte lange als Bestzeit gegolten. Höglin richtete seine Marschtabelle auf die Bestzeit von Fred Anton Maier aus, legte Runden mit 35 Sekunden ein und schob sich nach großartigem Finish und mit letzter Kraft ins Ziel, blieb 3,3 s. unter dem bisherigen Weltrekord. Nach Höglin starteten noch Sandler, Guttorsem – und noch dachte man, dass Jonny Nilsson als Olympiasieger 1964 das Klassement umwerfen könnte, doch es reichte nur zu Rang 6.

Etwas hinter den Erwartungen blieb Hermann Strutz, denn sein Training war gänzlich auf die lange Strecke ausgerichtet gewesen.

## Ergebnisse Frauen

### 500 m
Olympiasiegerin 1964: Lidija Skoblikowa (URS).

| Platz | Land | Sportlerin          | Zeit (s) |
| ----- | ---- | ------------------- | -------- |
| 1     | URS  | Ljudmila Titowa     | 46,1     |
| 2     | USA  | Mary Meyers         | 46,3     |
| 2     | USA  | Dianne Holum        | 46,3     |
| 2     | USA  | Jenny Fish          | 46,3     |
| 5     | NED  | Ellie van den Brom  | 46,6     |
| 6     | FIN  | Kaija Mustonen      | 46,7     |
| 6     | NOR  | Sigrid Sundby       | 46,7     |
| 8     | NOR  | Kirsti Biermann     | 46,8     |
| 9     | URS  | Irina Jegorowa      | 46,9     |
| 9     | URS  | Tatjana Sidorowa    | 46,9     |
|       |      |                     |          |
| 12    | FRG  | Evi Sappl           | 47,4     |
| 16    | GDR  | Ruth Schleiermacher | 47,8     |
| 21    | FRG  | Hildegard Sellhuber | 48,4     |

Datum: 9. Februar, 10:00 Uhr
Am Start waren 28 Läuferinnen aus 11 Ländern.
Das Rennen wurde bei warmen Wetter und weichem Eis durchgeführt.

Siegerin Titowa hatte erst vor 5 Tagen in Davos den Weltrekord um zwei Zehntel auf 44,5 verbessert und entschied den olympischen Eisschnelllauf-Auftaktsbewerb eindeutig für sich. Lange hatte Mary Meyers’ Bestzeit Bestand. Sidorowa als eine der großen Favoritinnen hatte gegen Ende nicht die notwendige Kraft, lief nur 46,9 s. Nach der Hälfte des Feldes kam es zu einer Neuaufbereitung des Eises, gleich darauf lief Titowa, die sich unerhört steigern konnte und in rhythmischem Stil die Führung übernahm. Dianne Holum, die in der Paarung gegen die Holländerin Christina Kaiser (als Stien Kaiser bekannt) drankam, lief gegen Schluss langsamer, daher wurden es „nur“ 46,3 s.

### 1000 m
Olympiasiegerin 1964: Lidija Skoblikowa (URS).

| Platz | Land | Sportlerin               | Zeit (min)  |
| ----- | ---- | ------------------------ | ----------- |
| 1     | NED  | Carolina Geijssen        | 1:32,6 (OR) |
| 2     | URS  | Ljudmila Titowa          | 1:32,9      |
| 3     | USA  | Dianne Holum             | 1:33,4      |
| 4     | FIN  | Kaija Mustonen           | 1:33,6      |
| 5     | URS  | Irina Jegorowa           | 1:34,4      |
| 6     | NOR  | Sigrid Sundby            | 1:34,5      |
| 7     | USA  | Jeanne Ashworth          | 1:34,7      |
| 8     | FIN  | Kaija-Liisa Keskivitikka | 1:34,8      |
| 9     | NOR  | Kirsti Biermann          | 1:35,0      |
| 10    | NED  | Christina Kaiser         | 1:35,2      |
|       |      |                          |             |
| 12    | GDR  | Ruth Schleiermacher      | 1:35,6      |
| 16    | FRG  | Hildegard Sellhuber      | 1:37,2      |
| 17    | FRG  | Evi Sappl                | 1:37,4      |

Datum: 11. Februar, 10:00 Uhr

29 Teilnehmerinnen aus 12 Ländern, alle in der Wertung.
Titowa, bereits vor zwei Tagen 500-m-Siegerin, schien schon ihr zweites Gold gewonnen zu haben. Geijssen war erst in einem der letzten Heats am Start und lag nach 400 m noch hinter der Sowjetläuferin.

### 1500 m
Olympiasiegerin 1964: Lidija Skoblikowa (URS).

| Platz | Land | Sportlerin               | Zeit (min)  |
| ----- | ---- | ------------------------ | ----------- |
| 1     | FIN  | Kaija Mustonen           | 2:22,4 (OR) |
| 2     | NED  | Carolina Geijssen        | 2:22,7      |
| 3     | NED  | Christina Kaiser         | 2:24,5      |
| 4     | NOR  | Sigrid Sundby            | 2:25,2      |
| 5     | URS  | Lāsma Kauniste           | 2:25,4      |
| 6     | FIN  | Kaija-Liisa Keskivitikka | 2:25,8      |
| 7     | URS  | Ljudmila Titowa          | 2:26,8      |
| 8     | GDR  | Ruth Schleiermacher      | 2:27,1      |
| 9     | SWE  | Christina Scherling      | 2:27,5      |
| 9     | FRG  | Hildegard Sellhuber      | 2:27,5      |
|       |      |                          |             |
| 30    | FRG  | Paula Dufter             | 2:45,2      |

Datum: 10. Februar, 11:00 Uhr

30 Teilnehmerinnen aus 12 Ländern, alle in der Wertung.
Es gab warme Witterung und gute Eisverhältnisse.

Titowa begann, ihre 2:26,8 waren nicht schlecht, reichten aber nur für Rang 7. Skoblikowa war nicht mehr so dynamisch wie früher, wirkte ausgebrannt, ihre 2:27,6 brachten nur Rang elf. Mustonen lief gegen Dianne Holum, die aber nicht mithalten konnte. Demgegenüber forcierte die Finnin ihr Tempo und fixierte einen neuen olympischen Rekord.

### 3000 m
Olympiasiegerin 1964: Lidija Skoblikowa (URS).
| Platz | Land | Sportlerin               | Zeit (min)  |
| ----- | ---- | ------------------------ | ----------- |
| 1     | NED  | Johanna Schut            | 4:56,2 (OR) |
| 2     | FIN  | Kaija Mustonen           | 5:01,0 min  |
| 3     | NED  | Christina Kaiser         | 5:01,3      |
| 4     | FIN  | Kaija-Liisa Keskivitikka | 5:03,9      |
| 5     | NED  | Wil Burgmeijer           | 5:05,1      |
| 6     | URS  | Lidija Skoblikowa        | 5:08,0      |
| 7     | SWE  | Christina Scherling      | 5:09,8      |
| 8     | URS  | Anna Sablina             | 5:12,5      |
| 9     | NOR  | Sigrid Sundby            | 5:13,3      |
| 10    | USA  | Jeanne Ashworth          | 5:14,0      |
|       |      |                          |             |
| 19    | FRG  | Paula Dufter             | 5:27,0      |

Datum: 12. Februar, 09:30 Uhr

26 Teilnehmerinnen aus 12 Ländern, alle in der Wertung.
Schut lief bei ungünstigen Bedingungen – warmes Wetter und Regen – ein prächtiges Rennen, glitt ruhig über die Bahn und setzte dann zu einem herrlichen Sprint an. Sie blieb unter der ominösen Fünf-Minuten-Grenze, doch konnte sie den Weltrekord ihrer Landsmännin Stien Kaiser (4:54,6) nicht erreichen. (Siehe bitte Fußnote zum 1000-Meter-Lauf.)